# 彼氏連鰭䲁
彼氏連鰭䲁（學名：Enchelyurus petersi），為輻鰭魚綱鳚形目䲁科連鰭䲁屬的一種，分布於西印度洋紅海海域，深度1至10公尺，本魚體呈長橢圓形，側扁，間鰓蓋骨之腹後側有突起，向後超過上舌骨之後緣，頭頂無冠膜，鼻孔前無皮瓣，上下唇平滑，每顎約50顆牙，上下顎兩側均有大犬齒，頭部無觸鬚，背鰭和臀鰭與尾鰭完全結合，背部呈黃色，中間有一條明顯的深色條紋，體長可達5.4公分，棲息在潮間帶的岩礁及珊瑚礁，雌魚產附著性卵，雄魚有護卵行為，生活習性不明。